# Josimar Dias
Josimar Dias (Mindelo, 3 de junio de 1986), más conocido como Vózinha, es un futbolista caboverdiano que juega de guardameta en el G. D. Chaves de la Segunda División de Portugal.

## Trayectoria
Comenzó jugando en el Batuque en el año 2007 donde permaneció 4 temporadas. En el año 2011 pasó a jugar en el Mindelense y en la siguiente temporada ficha por el equipo angolano del Progresso do Sambizanga en el cual permanece tres temporadas.
Vuelve al Mindelense antes de empezar a jugar en el equipo moldavo del Zimbru Chisinau. En la temporada del 2016 pasa a jugar con el equipo portugués del Gil Vicente y en 2017 por el AEL Limassol de Chipre.

## Selección nacional
Debutó con la selección en el año 2012 contra la selección de Camerún, consiguiendo en doble enfrentamiento la clasificación de la selección por primera vez para la Copa de África de 2013 disputada en Sudáfrica, en donde alcanzan los cuartos de final.
También participó en la Copa de África de 2015 de Guinea Ecuatorial, en la cual empató los 3 partidos del grupo que no les sirvió para avanzar a la siguiente ronda.

## Estadísticas

### Clubes
| Club                    | País       | Años      |
| ----------------------- | ---------- | --------- |
| Batuque FC              | Cabo Verde | 2009-2011 |
| CS Mindelense           | Cabo Verde | 2011-2012 |
| Progresso do Sambizanga | Angola     | 2012-2014 |
| CS Mindelense           | Cabo Verde | 2014-2015 |
| FC Zimbru Chișinău      | Moldavia   | 2015-2016 |
| Gil Vicente F. C.       | Portugal   | 2016-2017 |
| AEL Limassol            | Chipre     | 2017-2022 |
| FK AS Trenčín           | Eslovaquia | 2022-2024 |
| G. D. Chaves            | Portugal   | 2024-     |

## Palmarés

### Campeonatos nacionales
| Título                      | Club         | País       | Año  |
| --------------------------- | ------------ | ---------- | ---- |
| Liga Nacional de Cabo Verde | Mindelense   | Cabo Verde | 2015 |
| Copa de Chipre              | AEL Limassol | Chipre     | 2019 |